# Jelení hŕbet
Jelení hŕbet är ett berg i Tjeckien.   Det ligger i regionen Olomouc, i den östra delen av landet, 200 km öster om huvudstaden Prag. Toppen på Jelení hŕbet är 1 367 meter över havet, eller 53 meter över den omgivande terrängen. Bredden vid basen är 0,91 km. Jelení hŕbet ingår i Hrubý Jeseník.
Terrängen runt Jelení hŕbet är huvudsakligen kuperad.Runt Jelení hŕbet är det ganska tätbefolkat, med 149 invånare per kvadratkilometer. Närmaste större samhälle är Šumperk, 18,3 km sydväst om Jelení hŕbet. I omgivningarna runt Jelení hŕbet växer i huvudsak blandskog.